# コール オブ デューティ ブラックオプス コールドウォー
『コール オブ デューティ ブラックオプス コールドウォー』（英語: Call of Duty: Black Ops Cold War）は、東西冷戦を主題としたファーストパーソン・シューティングゲームである。コール オブ デューティシリーズ本編の17作目。略称は『CoD:BOCW』である。

## 概要
Black Opsのオリジナルシリーズの第5作目であり、 コール オブ デューティシリーズ全体の第17作目。『コール オブ デューティ ブラックオプス』の直接の続編として、2020年11月13日にリリースされた。次世代機であるPlayStation 5とXbox Series X/Sが同月に発売され、本作は次世代機向けに発売される最初のCoDシリーズとなった。120Hzの描画に対応し、アダプティブトリガーは銃の引き金の重さを表現する。2012年から続いたリードスタジオのサイクルが変更され、TreyarchとRaven Softwareが開発し、キャンペーンモードはRaven Softwareが担当した。2020年にリリースされた『コール オブ デューティ ウォーゾーン』と連動し、本作で上げた武器レベルやバトルパスの進捗を共有できる。
今作では2019年に発売された『コール オブ デューティ モダン・ウォーフェア』で廃止されたゾンビモードが復活し、競技モードは『コール オブ デューティ リーグ』をベースに開発された。キャンペーンはリブート作品ではなく、『コール オブ デューティ ブラックオプス』の直接の続編であり、冷戦（英: Cold War）期の秘密工作員となる。主人公は名前・性別・所属などを選択可能で、シリーズ初のノンバイナリーオプションが実装された。マルチプレイヤーには4人ずつの10チームで競う「Fireteam」が登場した。PS5(後付け)/Xbox版においてはモダン・ウォーフェア(Xbox版のみ実装)の次にドルビーアトモスに対応した作品となる。
2024年10月25日には今作の10年後、1991年を舞台にした『コール オブ デューティ ブラックオプス 6』が発売された。開発元のTreyarchは、BOCWが「ブラックオプス 5」であると述べた。

## 沿革
- 2020年10月8日～9日、PlayStation 4で早期アクセスのベータテストが実施[19]。
- 2020年10月10日～12日、15日～19日、PlayStation 4でオープンベータテストが実施[19]。
- 2020年10月15日～16日、PCとXboxで早期アクセスのベータテストが実施[19]。
- 2020年10月17日～19日、PCとXboxでオープンベータテストが実施[19]。
- 2020年11月13日、『コール オブ デューティ ブラックオプス コールドウォー』が発売。
- 2020年12月16日、「シーズン1」が配信[20]。
- 2021年1月14日、「シーズン1リローデッド」が配信[21]。
- 2021年2月25日、「シーズン2」が配信[22]。
- 2021年3月30日、「シーズン2リローデッド」が配信[23]。
- 2021年4月22日、「シーズン3」が配信[24]。
- 2021年5月21日、「シーズン3リローデッド」が配信[25]。
- 2021年6月17日、「シーズン4」が配信[26]。
- 2021年7月15日、「シーズン4リローデッド」が配信[27]。
- 2021年6月28日、「シーズン5」が配信[28]。
- 2021年9月10日、「シーズン5リローデッド」が配信[29]。
- 2021年10月8日、「シーズン6」が配信[30]。

## ストーリー
1981年を舞台にCIAのブラックオプスチームによる、テロリスト・ペルセウスにより奪われた核兵器の追跡が描かれている。アドラーとベル、ウッズとメイソンが組むシーンも多いが、ステージにより組み合わせは異なる。プレイヤーは主にメイソンかベルを操作して闘っていくことになる。「決死の手段」では、操作キャラクターがベリコフからベルへ途中で交代するなどのギミックもある。
プレイヤーはセーフハウスに設置された作戦ボードから次のミッションを選択してプレイしていくことになるが、「レッドサーカス作戦」「カオス作戦」をプレイするためには他のステージに存在する「証拠」を集めて謎を解く必要がある。「証拠」は従来シリーズのようにアイテムとして配置されている場合もあれば、特定のイベントを発生させることで入手が可能になる等の違いがある（どのステージの証拠が必要かは、該当ステージクリア後に明らかにされる）。

## キャンペーンステージ
今作ではプレイヤーは標準マークによって敵の体力を目視で判断することができ、標準が赤色になった場合は敵が倒れたことを確認することができる。また、道中でアクティビジョン制のアーケードゲーム筐体が佇んでいる事がある。
追跡 - Alex Mason, CIA オペレーター、オランダ アムステルダム、1981年1月12日
大統領は2人のイラン人テロリスト、カシーム・ジャヴアディとアラーシュ・カディヴァーに対する報復攻撃を許可した。
CIAセーフハウスE9 - "Bell"、CIA、西ベルリン、1981年2月23日
有力な手がかりがない中、チームは見落とした情報が潜んでいないか13年前のベトナムでの作戦を再度見直す。後述する2つのサイドミッションが解放されるが、すぐにプレイするのは避けて「証拠」を「決死の手段」までに回収し、特定の謎を解いたうえでプレイすることが推奨されている。
フラクチャー・ジョー - "Bell"、CIA、ベトナム キャンプ・ハスキンズ、1968年1月26日
1968年、CIAはラッセル・アドラーのSOGチームに、ダナンの火力支援基地に隠されている重要な軍事資材の確保を命じる。
セーフハウス：東ベルリンの指令 - "Bell"、CIA、西ベルリン、1981年2月24日
ベルがベトナムで回収したベルセウスの暗号化された情報には、調査価値のある現在も活動中の人物名が含まれていた。
反乱分子 - "Bell"、CIA、西ベルリン、1981年2月24日
ベルリンを拠点に活動するロシア人ギャング、アントン・ヴォルコフはペルセウスとつながっていた。奴を排除または捕縛する必要がある。道中ではステルス行為を駆使しながらクラウスの自宅に侵入する必要があり、クラウスなどに見つかった場合はゲームオーバーになる。
レッドライト、グリーンライト - "Bell"、CIA、ソビエト連邦 ウクライナ ザカルパッチャ州、1981年2月27日
ウッズとベルはウクライナ・ソビエト共和国にある隠された軍事施設に侵入する。この段階で「カオス作戦」に必要な証拠がすべて揃う。弱体化したジャガーノートであるソ連兵が登場する。
冷戦の残響 - Alex Mason、CIA オペレーター、ソビエト連邦 ウラル山脈 ヤマンタウ山、1981年3月3日
ベルセウスはニキータ・ドラゴヴィッチが残した情報を求めて、放棄されたヤマンタウの基地で略奪を行っていた。
セーフハウス：ルビャンカの指令
ラッセル・アドラーは、ヤマンタウでベルセウスが探していた物を知り、潜入スパイの名前を入手するためベルと共にルビャンカ・ビル潜入を企てる。
決死の手段 - Dimitri Belikov、KGB警備責任者 /"Bell" 急襲部隊、モスクワ KGB本部、1981年3月9日
ラッセル・アドラーは、ルビャンカ・ビルで潜伏スパイの身元情報を手に入れるために大胆な計画を考えた。KGBの警備責任者で二重スパイのディミトリ・ベリコフ協力の元、直接KGBのデータセンターに押し入る計画だ。ステルス行為を行い、ロックピックで他の部屋に侵入する（ばれるとゲームオーバー）。武器庫に侵入する、またはチャルコフを殺害・送検することでスペアキーを入手し、地下壕のアドラーと面会してミッションを最後まで進行する。
セーフハウス：キューバの指令
1人の潜伏スパイの動きを追跡するうちに、チームはキューバへと行き着く。
レッドサーカス作戦 - Alex Mason, CIA オペレーター、ソビエト連邦 ウズベク・ソビエト社会主義共和国、1981年3月12日
ソビエトのヴァデイム・ルードニク少佐はベルセウスに協力しヨーロッパの政府に工作員を送り込んでいる。チームは10分以内にルードニクの排除にあたる。事前にスパイ三人の人物を証拠で特定する必要がある。
カオス作戦 - Alex Mason, CIA オペレーター、ニューメキシコ・コロラド国境付近、1981年3月12日
チームは、ベルセウスがアメリカ国内にスパイネットワークを築くのを手助けしているCIAの悪徳職員、ロバート・アルドリッチを追跡する。
終点 - "Bell"、CIA、キューバ、1981年3月13日
盗まれたグリーンライトニュークをベルセウスから奪還するため、チームはキューバに向かう。しかし、最後の逃走時にベルはパークまたはラザーの片方しか救出できない状況に陥り、決断を躊躇した場合は両者が死亡することもある。
尋問
キューバでの惨事の後、ラッセル・アドラーは残る択肢は1つしかないと決断する。
正面突破 - "Bell"、CIA、南ベトナム、1968年7月16日
ベルはアドラーによって幻覚を見せられる尋問を受け、ベトナムのジャングルの奥深くで「赤いドア」からペルセウスと何について面会したのかを調べられる。
自己喪失
ベルを危険な尋問にかけた後、ラッセル・アドラーはベルの過去についての真実を明らかにしてペルセウスの居場所を尋ねる。プレイヤーは「真実ルート」と「嘘ルート」のどちらかを選択する。
【真実ルート】最終カウントダウン - "Bell"、CIA、ソビエト連邦 ソロヴェツキー島、1981年3月15日
ペルセウスの居場所について真実を伝えた後、ベルはチームをロシア北部の沖にあるソロヴェツキー島へと案内する。ベリコフの協力もあり、アドラーのチームはグリーンライトの起爆阻止に成功する。しかし、全てが終わった後にアドラーはベルを殺害する。
【嘘ルート】灰は灰に - "Bell"、CIA、ソビエト連邦 ドゥーガ レーダーアレイ、1981年3月15日
ペルセウスの居場所について嘘をついたベルは、すぐにソビエト兵に無線連絡を送る。チームをウクライナ・ソビエト共和国にあるドゥーガのレーダーアレイにおびき寄せ、ソビエト兵達によってパーク(ラザー)・メイソン・ウッズ・アドラーを殺害し、ベルはペルセウスとソ連に戻る。起爆を止められなかったためヨーロッパ中で核爆発が起き、グリーンライト作戦の資料が公開されてしまう。

## 登場人物

### CIA関係者
ベル
本作の主人公。名前・性別・所属等はプレイヤーによって選択でき、所属も機密、CIA、MI6、元KGBの中から選ぶことができる。
潜入と銃撃のスペシャリストであると同時にCIAですら解読できない暗号を読み解く事が可能でロシア語にも精通している。
その正体はペルセウスに関わるテロリストの一員であり、前述の名前と所属は全てCIAによる偽装。ペルセウス自身から高い信頼を得ていたがその座を狙うアラーシュに裏切られ重傷を受けるも辛うじて生き延び、「追跡」にてアラーシュ殺害後生存者を探していたアドラー達に確保される。強靭な精神心でどの尋問にも耐え情報を吐かなかった為、薬物を用いたマインドコントロールにより偽の身分やベトナムの記憶など偽の記憶をすり込ませ「ベル」という全くの別人へと変貌させられる。
結末はプレイヤーの選択により変化する。
ラッセル・アドラー
吹き替え：間宮康弘
CIAの工作員である男性。謎に満ちており、素性を知る者はいない。謎の工作員「ペルセウス」を追っている。ベルのマインドコントロールを行った張本人で、任務中監視と制御に為にほぼ常に行動を共にしている。顔の傷はインドネシアでの作戦中、襲ってきた野生のトラによるものだと説明するが、ただしランダムでほかの理由を言うこともある。
ペルセウスのメンバーであるスティッチとは深い因縁があった為シーズン1で拉致されメイソンと同じ洗脳を受けてしまう
アレックス・メイソン
吹き替え：岡林史泰
本作のプレイヤーキャラクターの一人で、『BO』及び『BO2』の主人公。CIAの工作員。本作では主に補助的な任務でプレイヤーキャラクターとなる。
フランク・ウッズ
吹き替え：星野貴紀
CIAの工作員で、メイソンの相棒。過去にラオスでクラフチェンコに殺されかけ、NVAの収容所から一人で脱出した経験がある。
ジェイソン・ハドソン
吹き替え：辻井健吾
CIAの工作員で、メイソンとウッズの担当官。今回は戦闘には参加せず、西ベルリンのセーフハウスで後方支援と本部への報告を担う。
エレアザー・"ラザー"・アズレイ
吹き替え：拝真之介
モサドの工作員。ワシントン出身でイスラエルとの二重国籍持ち。以前ヘレンが追っていた女性スパイを始末した過去がある。
ローレンス・シムス
吹き替え：祐仙勇
CIAの工作員で、アドラーの部下。ベトナム戦争時にはMACV-SOGに所属していた。元陸軍軍曹でロチェスター工科大学卒業生。
ヘレン・パーク
吹き替え：木下紗華
MI6の工作員の女性。飛び級で大学に入ったが、兄がIRAのテロ被害に遭ってから中退して工作員になった。
エマーソン・ブラック
吹き替え：坂東尚樹
CIAの作戦本部副戦略官。ハドソンの上司。

### ソビエト連邦
ペルセウス
吹き替え：魚建
KGBに所属する謎に包まれた工作員。第二次大戦の「マンハッタン計画」の情報の奪取に始まり、ベトナム戦争への関与から本作舞台の1981年まで世界規模で活動が確認されるスパイ。彼の存在が西側諸国にとって最大の脅威だという。
彼の口ぶりとマルチプレイモードでのオペレータープロフィールの記述から、「ペルセウス」とは彼本人だけでなく彼に従う組織の名称でもある模様。
レフ・クラフチェンコ大佐
吹き替え：徳森圭輔
赤軍大佐。前作の悪役ニキータ・ドラゴヴィッチの右腕的存在だった人物。ザカエフと共にKGB内の内通者摘発のためにKGB本部に派遣された。
イムラン・ザカエフ
吹き替え：左座翔丸
KGB内の内通者摘発のために派遣されてきた監査員。MWシリーズのイムラン・ザカエフ本人かは不明。
ディミトリ・ベリコフ少佐
吹き替え：丸山智行
KGBの将校だが、実はCIAと繋がっている二重スパイでベルやメイソン達の現地支援を行う。攻撃ヘリコプターパイロットでもある。ソ連人であるがMLBの大ファン。一部のミッションではプレイヤーキャラクターとなる。
アントン・チャルコフ大将
吹き替え：石川貴大（オフィス海風）
KGBの上級将校でザカエフとベリコフの上官。KGB本部地下にあるバンカーのセキュリティ強化のため、バンカーのキーカードを管理する。ベリコフとはアフガニスタン戦争時代からの付き合い。
アントン・ヴォルコフ
吹き替え：清里孝也
東ベルリンに潜むロシア人の「武器商人マフィア」で、ペルセウスと繋がりを持つ。武器や構成員の供給元はKGBであり、諸外国のテロリストやギャングに武器を供給する役割を担う。
ヴァディム・ルードニク少佐
ペルセウスと繋がりを持つKGBの工作員。西側ヨーロッパ各国の政財界に潜伏させた工作員に命令と資金提供を行っている。
ロバート・アルドリッチ
吹き替え：山本格
ペルセウスと繋がりを持つ元CIAのロシア系工作員。CIAを裏切りKGBと内通し、アメリカ国内のKGBスパイ網の元締めとなっている。
ミハイル・ゴルバチョフ
吹き替え：矢野龍太
ソビエト連邦共産党中央委員会 書記官（1981年当時）。

### 東ドイツ
フランツ・クラウス
吹き替え：利根健太朗
元シュタージの情報屋で、ヴォルコフやルードニクの下で使い走りをしている。妻子持ち。
ルーカス・リヒター
元CIAの現地エージェントだが、KGB側に寝返った。
グレタ・ランゲ
吹き替え：竹内麻沙美
連邦情報局のエージェント。ヴォルコフやクラウスに関する情報をベル達に提供する。

### イラン
アラーシュ・カディヴァー
吹き替え：山本格
ペルセウスと繋がりを持つテロリスト。イランアメリカ大使館人質事件に関与。モハマド・モサッデクの政権を支援していた父親が投獄、拷問され処刑された過去を持つ。
カシーム・ジャヴァディ
アラーシュの部下。

### その他
ロナルド・レーガン
吹き替え：岩崎ひろし
第40代アメリカ合衆国大統領。
アレクサンダー・ヘイグ
吹き替え：井上健一
第59代アメリカ合衆国国務長官。
ハンズ・ティマーマン
オランダ アムステルダム=セントルム警察の警察署長。カシームの確保を行うメイソン達に協力する。アドラーにポーカーでの貸しがあるため逆らえない。
セオドア・ヘイスティングス
吹き替え：井上健一
ペルセウスと繋がりを持つ原子力技師。かつてはドラゴヴィッチの潜入工作員だった。

## マルチモード
基本マップは8種類。追加マップは15種類あり、『コール オブ デューティ ブラックオプス』から3種類のNuketown '84、Zooと『コール オブ デューティ ブラックオプス2』からExpress、Raid、Standoff、Hijacked、Rush、Slumsが追加された。
ストーリー上においてNATOとWarsaw Pactの2勢力は敵同士という設定であり、「MW」のように共闘することはない。

### オペレーター
各オペレーターのスキンには「MW」と比べて共通の傾向があり、私服風の戦闘装備のほか、軍服やマフィアや刑事風のスーツ、ギャングやパンク系ファッション、アウトドアやレーサー系ファッションなどがある。
NATOとWarsaw Pactに分かれているが、各条約機構の加盟国以外に所属するオペレーターも多く登場する。特にWarsaw Pactは顕著で、加盟国の正規部隊に所属するオペレーターよりも、非加盟国の人物やNATO陣営の組織を脱退した人物の方が多い。
NATO
ジェイソン・”ハンター”
吹き替え：伊原正明
第75レンジャー連隊の兵士。朝鮮半島からの移民3世。
クワン・”ソン”
吹き替え：櫻庭有紗
韓国軍特戦司の兵士。白虎部隊に所属。
フランク・”ウッズ”
詳細は登場人物を参照。CIA要員。
ラッセル・”アドラー”
詳細は登場人物を参照。CIA要員。スキン「ガンスリンガー」では西部劇風の衣装を着用。
ローレンス・”シムス”
詳細は登場人物を参照。CIA要員。スキン「レギュレーター」ではブラックパンサー党員の衣装を着用。
ヘレン・”パーク”
詳細は登場人物を参照。MI6の要員。
ジョン・”ベーカー”
吹き替え：高口公介
Navy SEALsの兵士。狙撃手。コンドル作戦の参加者。スキン「ザ・クラウン」ではピエロの衣装を、「ウサギのフランク」では映画『ドニー・ダーコ』に登場するウサギの着ぐるみ衣装を着用。
ワイアット・”ブルドーザー”・ジョーンズ
吹き替え：永野善一
海兵隊SRT隊員。人質救出のプロフェッショナル。「シーズン1」にて追加。
”ゼイナ”・オッソー
吹き替え：木村涼香
DGSEの要員。セネガル人。「シーズン1」にて追加。
テレル・”ウルフ”
吹き替え：白熊寛嗣
デルタフォースの兵士。狙撃および重火器操作の専門家。「シーズン2」にて追加。
カーラ・”リーバス”
吹き替え：伊津美志
ニカラグアのゲリラ。メネンデス・カルテルに敵意を抱く。「シーズン2」にて追加。
サマンサ・”マキシス”
吹き替え：森なな子
BNDの要員。前作のゾンビモードの主要人物であり、呪いを解かれ工作員となった。「シーズン2」にて追加。
ジョン・”プライス”
「モダン・ウォーフェアシリーズ」より参戦。SASの兵士。Warzoneでも使用可能だが、『PRICE '84』として「MW」に登場するプライスとは別キャラクター扱いとなる。「シーズン3」にて本作の購入者特典として追加。
ジョン・”ランボー”
吹き替え：ささきいさお
ランボーシリーズより参戦。殺人罪で服役中のベトナム戦争帰還兵。「シーズン3」にて期間限定で追加。
ジョン・”マクレーン”
吹き替え：磯部勉
ダイ・ハードシリーズより参戦。事件に巻き込まれがちだが、なかなか死なないタフなニューヨーク警官。「シーズン3」にて期間限定で追加。
”サラ”・ジャバリ
エジプト軍・777部隊の隊員。豊富な交渉力を持つ。「シーズン4」にて追加。
グリゴリー・”ウィーバー”
CIA要員。メイソンおよびウッズの仲間。「シーズン4」にて追加。
コルトン・”ストライカー”・グリーンフィールド
CIA要員。未来戦システムの被験者である。「シーズン5」にて追加。
ジェイソン・”ハドソン”
詳細は登場人物を参照。CIA要員。「シーズン5」にて追加。
アレックス・”メイソン”
詳細は登場人物を参照。CIA要員。「シーズン6」にて追加。
”アーサー”・キングスリー
次期作「コール オブ デューティ ヴァンガード」より参戦。SOTF-001の一員。プライス同様にWarzoneでも使用可能だが、ヴァンガードとの統合後に登場するアーサーとは別キャラクターとして扱われる。「シーズン5」にてヴァンガードのデジタル版予約購入特典として追加。
エレアザー・"ラザー"・アズレイ
詳細は登場人物を参照。CIA要員。「コール オブ デューティ ヴァンガード シーズン3」にて追加。
Warsaw Pact
セバスチャン・”バルガス”
吹き替え：武田幸史
M-19のゲリラ。元コロンビア軍の兵士。
ジェイダ・”パワーズ”
吹き替え：濱口綾乃
アメリカ海兵隊出身の兵士。スパイ疑惑をかけられWarsaw Pactについた。
イリーナ・”ポルトノバ”
吹き替え：江口育美
KGBの工作員。ヴィンペル部隊の一員でもある。スキン「キラービー」では黄色系のレーサー衣装を着用。
メンドー・”ガルシア”
吹き替え：野川雅史
キューバ情報総局DGI（英: Dirección de Inteligencia）の工作員。元ストリートギャング。
ハリー・”ストーン”
吹き替え：宮本崇弘
元SASの傭兵。ザイールやアフガニスタンで武装勢力を養成した。スキン「ステルス」では赤、黒の戦闘服を着用。
インゴ・”ベック”
吹き替え：石川貴大
人民警察第9中隊の隊員。破壊工作のスペシャリスト。スキン「ジャッジ・ドレッド」並びに「コミックストリップ」では ジャッジ・ドレッドの衣装を着用。
ヴィホル・”スティッチ”・クズミン
吹き替え：楠見尚己
ペルセウスの側近。かつてはKGB所属であり、クラフチェンコに仕えるプロジェクト・ノヴァの中心人物だった。『CoD:BO』のキャンペーンでも描かれたリバース島襲撃に参加していたが、アドラーに捕まってしまい、同作でクラフチェンコに片目をナイフで刺され失明させられたグレゴリー・ウィーバーの意趣返しとして、アドラーに同様の方法で片目を失明させられている。「シーズン1」にてアドラーを拉致し、「シーズン2」でヴェルダンスクに移送。「シーズン3」ではヴェルダンスクに到着しアドラーを監禁している。「シーズン6」までのシネマティックムービーでペルセウスメンバー達の司令塔的な役目を負っている。「シーズン1」にて追加。
カパノ・”ナーガ”・ヴァン
吹き替え：花輪英司
ラオス人でペルセウスの配下。黄金の三角地帯での武器や麻薬の取引を仕切り、ノヴァ6の密輸ルートをも担っている。「シーズン2」にて追加。
フレイヤ・"レイス"・ヘルヴィグ
吹き替え：きそひろこ
元NIS（ノルウェー情報部）の工作員でペルセウスの配下。祖国への失望から世界秩序の破壊を目指す。「シーズン3」にて追加。
ロマン・"ナイト"・グレイ
吹き替え：西村健志
元MI6工作員のアイルランド人でペルセウスの配下。CQCの達人。自分を見捨てたNATOへの復讐を望む。「シーズン3」にて追加。
マキシム・"アントノフ"
吹き替え：中村和正
スペツナズの兵士。元ロシアン・マフィアで爆発物・化学兵器処理の専門家。「シーズン3」にて追加。
オウェトゥ・"ジャッカル"・マブーサ
吹き替え：藤原貴弘
南アフリカ人でペルセウスの配下。PMCの経営者であり、冷酷な手腕で傭兵達のトップに立つ。「シーズン4」にて追加。
カオリ・"キツネ"・タナカ
吹き替え：鶏冠井美智子
日本人でペルセウスの配下。神戸のヤクザ頭目の娘で窃盗とハッキングの名手。「シーズン5」にて追加。
ベニート・"フューズ"・オルテガ
吹き替え：橋本雅史
元スペイン陸軍でペルセウスの配下。DOT(地域防衛軍)にて爆弾処理を担当。片足は義足。「シーズン6」にて追加。
ゴーストフェイス
吹き替え：山内健嗣
スクリームシリーズより参戦。凶悪な殺人鬼。「シーズン6」にて期間限定で追加。

## ゾンビモード
今作はシステム面ではこれまでのシリーズのシステムの一部を採用し、『BO1』『2』『3』を基準にしBOCWシステムを合わせて作られている。
『WW2』と同様に初期武器と装備を任意で選択はでき、『BO4』ではショットガン、サブマシンガンまでだったが今作はスナイパーライフルにライトマシンガン、ランチャーやスペシャルも装備出来るようになった。ただし全武器はほぼ威力が均一がされている（スナイパーライフルなどのヘッドショットダメージは均一されていない）。また『BO4』で登場した特殊武器はフィールドアップグレードとして使用することになっている。ただしフラググレネードなどの装備は開始時に所持しておらず、倒したゾンビが確率でドロップするので拾うか今作から追加されたサルベージを回収して工作台で作っていくようになっている。今作でスコアストリークも使用するようになって、アーマーと武器のランク上げるにはアーセナルという機械でサルベージを使用してダメージ軽減、武器の威力強化をしていく。なおフラググレネードなどの装備はラウンドごとに威力が上がるようになっている。10ラウンド到達もしくはそれ以降5ラウンドクリアすると無線でヘリを呼び脱出することができる。ただし脱出地点で制限時間内にゾンビ全て倒さないと時間切れで脱出失敗になる。脱出成功するとボーナスでXPとエーテリウムクリスタルが手に入る。
更に今作のポイントシステムは『BO4』と同様ゾンビ1体倒せば90ポイントでボーナスポイントのヘッドショット、近接はどちらも115ポイントになったがマルチでのアシストキルがゾンビに採用されていてポイントとXPも稼げるようになっている。またウォールバイは武器のランク、アタッチメントに応じて価格が大きく設定されている。ミステリーボックスは950ポイント支払うがランダムでランク、アタッチメントが排出されるただしラウンドが上がれば上がるほど高ランク、多くのアタッチメント付きで排出され34ラウンド以降になると最高ランクのレジェンダリーランクで最大8個のアタッチメントを装備した状態で排出される。今作弾薬箱でポイントを支払って弾の補充ができるようになっており、パックアパンチの改造に応じて価格が上昇する。ただしゾンビモードでおなじみのワンダーウェポンは未改造でも1万ポイント支払うことになっている。Perkドリンクはこれまで4つまでしか購入出来なかったが今作では所持数制限が解除され全て購入出来るようになった。ただし価格は1つめで2500ポイント支払い2つ目で3000ポイント支払うように1つ1つ購入するごとに500ポイントプラスされ購入すれはするほど価格大きくなる。
今作新しく追加されたスキルではフィールドアップグレード、Perkドリンクなどを強化することが出来る。10ラウンドそれ以降の5ラウンドずつクリアしていくと手に入るエーテリウムクリスタルを使用して強化していく。

### ストーリー
前作の『BO4』のTAG DER TOTENのラストでプリミスのニコライの行動でこれまで起こったエーテルとダークエーテルの争いとゾンビに埋め尽くされた各世界を全てダークエーテルの所にある真っ暗な世界に放り込んだ。そして特異点であるプリミスの4人とウルティミスの4人も死んで真っ暗な世界に放り込んだ。その結果アガルタのサマンサ・マキシスとエディ（子供版リヒトーフェン）はゾンビとエレメント115が存在しない新たな世界へたどり着いて物語は終わったかに思えた。舞台は1983年、ソ連のオメガグループという組織はいまは無き935部隊のダークエーテルのゲート発生装置を再稼働しその結果、世界各地にゲートの裂け目とポータルが発生しゾンビが出てきてしまう、ただ静かな混乱が起きてしまった。この事態をプリミスのニコライは前から予期し大人になったサマンサにオメガグループが装置再稼働のビデオ映像を託し、サマンサはすぐに行動し自ら情報を集めCIAにいるグリゴリー・ウィーバーにビデオを送って東ドイツから彼へ電話をした。だがオメガグループはさらなる研究をし遂には自分たちのワンダーウェポンも作れるようになっていた。サマンサはウィーバーとの電話切って再び行動しウィーバーはビデオ映像の場所に部隊を編制し調査に向かわせた。

### マップ、モード
DIE MASCHINE（ディ・マシーナ）ポーランド、モラスコ　1983年11月13日
通称”グランド・セロ”でサマンサがウィーバーにビデオを送った場所であるが、その場所は『CoD:WaW』のNacht der Untoten（不死者の夜）でありゾンビモードの原点である。いくつか部分は変化があり建物は崩れた個所がある、そして墜落した飛行機の奥に洞窟があり更に奥にはオメガグループが再稼働させたダークエーテルのゲート稼働装置ある。これ以上の各地のゲート発生を阻止するため施設丸ごと破壊する作戦を実行する。ある方法で施設に詳しい人物の手を借り施設の機械をオーバーロードを起こし機械が耐え切れなくなった所で脱出し大爆発が起き”グランド・セロ”は更地となった。
Firebase Z（ファイヤーベース　ゼット）ベトナム、シャウ谷　1984年6月15日
シーズン1途中で追加されたマップで、公式ティザームービーでベトナムのオメガグループの前線基地に潜入したサマンサは兵士を倒したがテレポートゲートから新たな敵に襲い掛かられてオメガグループのドクターウィリアム・ペックに捕まってしまいダークエーテルの世界に飛ばされてしまう。この事態を聞いたオメガグループのディミトリ・ラベノフはレクイエムに場所を教えサマンサ救出を頼んでレクイエムはストライクチームを送り、サマンサ救出後はラベノフとともに脱出を試みるが巨大な敵「オルダ」に阻まれてしまう。「オルダ」を倒し無事に脱出した後サマンサはレクイエムに合流してラベノフはウラル山脈へ向かう。このマップの特殊ラウンドは防衛が開始され敵はエーテリウムエネルギーを壊し電気を遮断しようとする。1回目はゾンビを倒し2回目はゾンビに加えエリートゾンビを倒し、3回目以降はボスゾンビ「オルダ」を倒せばクリアとなる。
Outbreak（アウトブレイク）ソビエト連邦、ウラル山脈　スレッショルド作戦　1984年6~11月
シーズン2で追加された大規模マップを使用したモード。これまでと違い電源は既に付けている状態で各地に作業台、パック・ア・パンチ、ミステリーボックス、乗り物が配置されている。また、通常のモードと違いゾンビを1体倒したポイントは25ポイントになり、ボーナスポイントのヘッドショット、近接は35ポイントなっているため稼ぎにくくなっている。そのためマップ内のレクイエムのメインミッションの護衛、回収などとサブイベントの大群、黄金の戦利品、オーブなどをこなしポイントを稼ぐのが基本となる。更にゾンビのほかにエリートゾンビもマップ内を徘徊している。メインミッションを完了するとビーコンの設置場所が登場し、起動するとビーコンの周りに作業台、パック・ア・パンチ、全Perkドリンク購入可能のワンダーフィズ・オーブが設置され、準備を整えたらビーコンで次のマップに行くか脱出するかのどちらかを選択することができる。次のマップに行くと新たなメインミッションか提示されゾンビは通常のモードの約10ラウンド分の強さになる。シーズン2途中とシーズン3で新たなマップの追加とサブイベントが追加されてシーズン3途中でメインストーリーの謎解きが追加された。
Firebase Zから数ヶ月が経ちレクイエムはラベノフがウラル山脈に行ってから調査してどうやらウラル山脈は現在オメガグループの大規模実験場になってることが判明する。これに対しウィーバー等は前々から検討していた技術開発を進めるため、現場での調査、回収、戦力低下などの総合作戦「スレッショルド」を上層部に提案し許可を受けて作戦が開始される。
オペレーション・インバーション　1984年11月16日
シーズン3途中で追加した謎解き。スレッショルド作戦開始から数ヶ月が経ち着実にレクイエムは作戦の成果出しているころ、ラベノフはペックが開発した大量のダークエーテルクリスタルとエリートゾンビ「テンペスト」を搭載した弾道ミサイルをニューヨーク、ワシントンに打ち込むオペレーション・インバーションの存在を知る。一方監禁状態のサマンサはラベノフが心配でウィーバーに駆け寄ったが他者からの提案は受けることが出来ないと跳ね除けてしまう。どうしてもラベノフを救いたいサマンサはビーコンに搭載している通信機を自分の周波数に改造してアウトブレイクゾーンに送り、とある方法でストライクチームに回収させてくれると信じて送った。その願いが実りストライクチームに作戦進行と並行しながらラベノフの手掛かりを見つけて欲しいと要求しスライドフィルムを手に入れプロジェクターで映写し彼らはオペレーション・インバーションの存在を知ることになるサマンサはミサイルサイロがあるルカに行って欲しいとストライクチームに言い渡す。ミサイル発射室の入口付近に既にラベノフがオメガ兵士を倒した痕跡があり潜入してることがわかる。発射準備を停止したストライクチームはラベノフと合流し弾道ミサイルの処理をどうするかサマンサに聞いてみたら太平洋海域に捨てる案を出したらラベノフもその案に賛成した、ラベノフは軌道の修正を行いストライクチームは発射キー入力をすることとなる。全てのキーが入力をしたが異常発生のアナウンスが流れる。カウントダウンが始まっているためラベノフはストライクチームに原因のミサイルハッチに向かって欲しいと言い着いたらエリートゾンビ「テンペスト」の巨大版のリージョンが巨大のダークエーテルクリスタルでハッチを塞いでいた。リージョンを時間内に倒してその戦闘中にウィーバーがサマンサの行動に気づき今回は多めに見ておくが次勝手な行動するなと釘を指して、ヘリのパイロットラプター1にストライクチームを回収させて今回件はこれで終わった。
オペレーション・エクジション　1984年12月14日
シーズン4で追加された謎解き。オペレーション・インバーションから数週間後オメガ内部の研究者達はこれまでのオメガの行動、インバーションの失敗から懸念が出てきて遂には研究者何人から亡命したいとラベノフに話す。このことを受けてラベノフはウィーバーに駆け寄ってウィーバーは上層部に話すと言った。そして前の件でのサマンサとの連絡と勝手な行動はするなと言い話を終えた。その数週間後、上層部からOKのサインが出て、ウィーバーはこの作戦はレクイエム主導で行うとラベノフに連絡をした。そしてスレッショルド作戦中にとある方法でストライクチームはラベノフの通信機を手に入れて、ラベノフから準備は出来たがトラブルが起きたと言い、サナトリウムに向かってくれと言う。現場に着きラベノフから迎えのヘリが墜落したと話てヘリの捜索し見つけて録音機だけが見つかる。録音の内容は亡命希望の一人ヒューゴ・イェーガーが北のモニュメントアイランドにみんながいるという内容で、その先は紫の霧が掛かっていて入るとダメージを受けてしまうため自分たちが改装したレクイエムのローバー偵察機にオーブを入れて進んでくれとのこと。ストライクチームはローバー偵察機にオーブを入れ目的地に到着したが、既に亡命希望者たちが殺されて録音機があり、再生するとクラフチェンコ大佐は亡命計画を知ってイェーガーに亡命希望者たちを売らせて殺し、更にストライクチームを罠を掛けて欲しいと今回の計画作った。これを聞いたウィーバーはすぐにストライクチームを脱出命令出したが、脱出地点に巨大な敵「オルダ」に阻まれてしまった。何とか倒したストライクチームはヘリに乗って脱出しようとしたが、クラフチェンコ本隊が着きその場でランチャーでヘリを撃墜した。クラフチェンコはストライクチームとヘリのパイロットラプター1を身柄拘束して運ばれてしまう。
MAUER DER TOTEN（マウアー・デア・トーテン）ドイツ、ベルリン　1985年2月2日
シーズン4途中で追加されるマップ。オペレーション・エクジションからの続きでクラフチェンコに捕まったストライクチーム等はクラフチェンコからベルリンに向かってアンデッドの軍隊とそのオメガの裏切り者であるバレンティーナ殺せ要求される。もし断ったり自分たちが死んだらその場でヘリのパイロットラプター1を切り殺すと脅した。拒否権はなくストライクチームはベルリンへ向かう。
Onslaught（猛襲）
このモードはマルチプレイで使われているマップを使用してプレイする。ルールはゲートの裂け目に付いていき止まった所で範囲内でゾンビを次々と倒していく。ただし範囲外だと徐々にダメージが入る。進めるとエリートゾンビが出現してこれを倒すとパワーアップのランダムPerkと武器を落とす。シーズン2途中で新たに武器のランク、強化、弾薬MODが追加された。PS4・PS5版限定モードでその他のプラットフォームでは2021年11月1日まで利用不可となっている。
Dead Ops Arcade3
『CoD:BO3』以来の登場となる三人称視点でプレイするミニゲーム的モード。後のアップデートで常に一人称視点の状態でプレイ出来る「FIRSTPERSON」が追加された。

### 登場人物

#### CIA：レクイエム
今回の物語進めていく組織。プレイヤーはストライクチームの部隊として行動する、キャラはマルチモードのオペレーターを使用することになり、NATOとWarsaw Pactの陣営関係なしに選択できるようになっている。
“オフィサー”グリゴリー・ウィーバー
吹き替え：丹沢晃之
『CoD:BO』以来の登場で今回のゾンビ対策の指揮官としてプレイヤーに指示を送る役回りを行う。後にシーズン4でプレイアブルキャラクターとして登場する。
マッケンジー・カーバー
吹き替え：平林剛
階級は大佐の黒人で朝鮮戦争とベトナム戦争に参加して今回のゾンビ対策の部隊編成に携わる。
エリザベス・グレイ
吹き替え：佐野愛
自然科学研究者で今回の作戦で生態などのアドバイザーとして参加した。
オスカー・シュトラウス
吹き替え：武田幸史
ドイツの科学者で935部隊の研究は噂で聞いており今回の作戦の重要アドバイザーとして任命された。
“ラプター・ワン”
レクイエムのヘリのパイロット。オペレーション・エクジションでストライクチームと共に捕まってしまう。
”ディレクター”エドワード・リヒトーフェン
レクイエムの上官でありサマンサと同じく前作の『CoD:BO4』から時が立って大人なった少年。新たに世界へたどり着いたそこからの経歴は不明でCIAに入り、サマンサとは別の女性と結婚し子供も授けている。今回のゾンビ騒動を察知しておりレクイエムのみならずオメガグループに技術・情報提供していた。自身の極秘計画「ヤヌス計画」のために敵・味方・サマンサも犠牲にしても成功し最後にウィーバーら5人を逮捕状を作りターミナス島に幽閉させた、これはウィーバーらがダークエーテルに吸い込まれたサマンサを救出させないためである。

#### KGB:オメガグループ
今回のゾンビ騒動を引き起こした組織で、彼らの作戦はクラフチェンコ大佐からも承認されている。
レフ・クラフチェンコ大佐
吹き替え：徳森圭輔
キャンペーンに続いて登場。プロジェクト・ノヴァの失敗により当時廃れてしまったオメガグループの指揮官に左遷されてしまい、表舞台から姿に消してしまう。再起をするため部隊全員で資料漁った所、バレンティーナが935部隊のプロジェクト・エンドステーションを見つけ彼女を自身の右腕の役割に任命する。だがOutbreakでレクイエムに邪魔している最中に彼女に裏切られてしまう。どうすべきか考えている中、研究者の亡命計画を知りヒューゴ・イェーガーに取引で亡命希望者たちを殺し、更にストライクチームを罠を掛けて欲しいと利用した。ストライクチームを捕らえてベルリンにいるバレンティーナを殺せと要求し、応じない場合はラプター1を殺すとその性格は相も変わらずである。MAUER DER TOTENではラプター1の代わりに自らヘリのパイロットとして行動している。脱出による作戦中断には多めには見ている。
オルドフ
オメガグループの技術者でグランド・セロのダークエーテルのゲート稼働装置の起動を任された兵士。ゲート稼働前に家族に二度と戻ってこれないと言い、ゲート稼働した後ダークエーテルの世界に入れられてしまい、その後死亡してエレメン115の毒素と放射線取り込まれダークエーテルのエリートゾンビ「メガトン」となってしまう。だがストライクチームが除染室を再稼働し、除染室に入られてエレメント115の毒素を取り除いたことで正気に戻ったが、ゾンビになっていることに気付き除染室を脱出し、その場から逃げ出した。だがストライクチームはオルドフの家族の写真見せたことによりレクイエムに協力し、施設の機械をオーバーロードを起こした。そして自身はそのまま残り、グランド・セロもろとも大爆発で本当にこの世を去った。
セルゲイ・ラベノフ
吹き替え：水中雅章
オメガグループの兵士だが、組織の暴走を止めるためロシアからきた潜入工作員。Firebase Zではサマンサに情報を流したがサマンサが捕まってしまい救出したが、右腕を負傷してしまいストライクチームのサポートに当たる。サマンサがダークエーテルの世界から抜け出し軍用車で脱出した後、レクイエムとサマンサとは一旦別れてウラル山脈に向かう。Outbreakでは先に潜入している。オペレーション・インバーションの存在を知り止めようとルカに先に行くストライクチームと合流したらミサイル軌道の修正のため別部屋に入る。オペレーション・エクジションでは亡命希望者らを助けようとするがクラフチェンコ大佐の行動に気づかなかった。
本作の約40年後が舞台のMWIIIのゾンビモードでは今作での経験からこの手の事象に詳しい人物としてオペレーション・デッドボルトに参加、ダークエーテル封じ込めの為ソープと共にストライクチームを率いる。
ウィリアム・ペック
吹き替え：石井隆之　
ドイツの科学者で博士号も選ばれた人物。その性格はラベノフから外道と言われている。Firebase Zではレクイエムに電力の復旧をしてくればサマンサを渡すと言ったが、既にダークエーテルの世界に飛ばしており、電力が復旧してもそのまま相手にもせずに研究データを本部に送ろうとする。だがラベノフによって自身が作ったダークエーテルの帰還兵用に作った自白剤に密室状態の部屋にエアコンの室外機に注入され、ゲートを開く方法を喋ってしまう。ゲートを開く手前で自白剤が切れてその途端に全電力をゲートを開くために使われてしまいデータは破損してしまう。エピローグでバレンティーナとクラフチェンコ大佐が現れてその報復でクラフチェンコ大佐のお決まりで右目を刺されてしまう。次のチャンスのためOutbreakで大量のダークエーテルクリスタルとエリートゾンビ「テンペスト」を搭載した弾道ミサイルを開発するもレクイエムに邪魔されてしまう。MAUER DER TOTENでは無線を通じて監視をしている。
アンジェリカ・バレンティーナ
吹き替え：佐野愛　
ドイツの科学者で将校でクラフチェンコ大佐の右腕の存在。Firebase Zエピローグで登場。その正体はドイツ科学者ウルリッヒ・フォーゲルの娘であり本名はアンジェリカ・ハンナベル・フォーゲルである。レクイエムがOutbreakでオメガを邪魔している間にクラフチェンコ大佐に気づかれることなくベルリンの地下で自身の研究所を作りそしてゲート開いた。フォーゲルだと思っているフォーセイグンに導かれ入っていき人間の肉体は滅んだが新たに赤いエーテリウムクリスタルに構成された肉体を手に入れアンデッド軍隊を率いてクラフチェンコ大佐を殺そうとする。
ヒューゴ・イェーガー
吹き替え：佐久間元樹
ゴレフ少佐
吹き替え：山橋正臣
オメガグループの副官。本人曰く本名ではなくコードネームで、ある人物の親戚で祖父の弟はスターリングラードの有名な兵士らしい。

#### BND:マキシス
サマンサ・マキシス
吹き替え：森ななこ
前作の『CoD:BO4』から時が立って大人なった少女。エディと共に新たに世界へたどり着いたがそこからの生活や経歴は不明だが1973年でハイデルベルク大学を卒業し、翌年に西ドイツBNDに所属。ついには自分の部隊を作り上げる存在となった。1979年でイラン革命が起き出頭したが上官の命令に背き、ウィーバーがマキシスの国外追放を助けて関係を作った。1983年オメガグループがダークエーテルのゲート発生装置を再稼働したのを聞いて、単独で行動しオメガグループを止めようとする。Firebase Zでペックに捕まってしまいダークエーテルの世界に飛ばされてしまうが、ストライクチームに助けてられてダークエーテルの世界から抜け出した。シーズン2でNATOのオペレーターとして参加する。Outbreak以降レクイエムに監禁状態されており外に出ることもできない。

#### ダークエーテル
シャドウマン
これまでのゾンビ騒動を引き起こした張本人でダークエーテルのキーパー、つまり親玉的存在。『CoD:BO3』で一度召喚の鍵に封じ込められた、アガルタでルートヴィヒ・マキシス体を支配しアガルタを自分らの世界に支配したが、プリミスの4人らに阻まれてしまい召喚の鍵に再び封じ込められ、ブラックホールに吸い込まれ存在を消した。だが『CoD:BO4』では展開が改ざんされエーテルとダークエーテル、プリミスの4人とウルティミスの4人ら全部ダークエーテルの所にある真っ暗な世界に放り込まれた。その結果シャドウマンの存在も生きておりオメガグループがゲートを開いたため、再び世界を支配しようとする。
フォーセイグン
吹き替え：伊原正明　
今作の張本人。彼の指揮で表の世界を支配しようとする。

## Warzone
前作『CoD:MW』のバトルロワイヤルモード「Warzone」が今作に統合されることが発表された。これにより、Warzone内では『MW』と『BOCW』（今作）両方のオペレーター及びロードアウトを使用することが可能になった。今作のリリース以降、シーズンも今作のシーズンにリンクするようになった。
ゲームデータとしては引き続き『MW』と共有し、今作からの起動時は自動的に一旦『BOCW』を終了して『MW/Warzone』を起動する形式となる。ウッズ、プライスといった一部のオペレーターや、AK-47、MP5、1911といった一部の武器は両作品で名称が重複するが、それぞれ別物として扱われる。

## 登場銃器
今作はMWで登場した「ガンスミス」というシステムが引き続き採用されており、アタッチメント等で幅広いカスタマイズが可能となっている。また、登場する銃はライセンス料回避のため一部名前やデザインが変更されている。

## 規制
日本国内では『ブラックオプス4』以来となる「CEROレーティングZ」指定作品となる。コンテンツアイコンは「暴力」。となっているが流血描写は全て規制されている。

## コラボレーション
- マウンテンデュー、Game Fuel、ドリトス（2020年）[38]
- モンスターエナジー（2020年11月）[39]
- ダイ・ハード（2021年5月）[40]
- ランボー（2021年5月）[40]
- スクリーム（2021年10月）[41]
- ドニー・ダーコ（2021年10月）[41]

## 反応

### 表彰

#### 2020年
- NAVGTR Awards 2020
  - ノミネート：「Outstanding Art Direction, Period Influence」、「Outstanding Character Design」、「Outstanding Game of the Year」、「Outstanding Game, Franchise Action」、「Outstanding Original Dramatic Score, Franchise」、「Outstanding Song Collection」、「Outstanding Use of Sound, Franchise」[53]

#### 2021年
- 日本ゲーム大賞
  - 受賞：「グローバル賞 海外作品部門」[54]

### 売り上げ
2020年にアメリカ合衆国で最も売れたゲームソフト、ヨーロッパで5番目に売れたゲームソフトである。日本のPlayStation Storeにおける2020年のダウンロードランキングで、PS4のゲームソフトとして9位、PS5のゲームソフトとして3位となった。2020年12月4日にはコール オブ デューティシリーズの過去12か月の売り上げが30億ドルを超えた。

## 国内の公式大会
2021年、ソニー・インタラクティブエンタテインメント（SIE）が主催する「コール オブ デューティ プロ対抗戦」が開催された。プロチームの6団体が出場し、SPRING・SUMMER シーズンをsitimentyo、xAxSy、Inaba UR、GenGar AXが所属するLibalent Vertexが優勝した。同年にはSIEが主催する「コール オブ デューティ 全国大学生対抗戦」も開催された。

## 備考
この作品の続編であるブラックオプス6が出るまでに4年が経過した理由としては、このゲームまでTreyarchがIWエンジンとは異なる開発エディターを独自に開発していたことから、IW Engineへの統一のために一から開発する必要が生じたためである。モダン・ウォーフェア(2019年の作品)のウォーゾーンとブラックオプスコールドウォーが統合されなかったこともこれが原因であり、ブラックオプス6以降は全ての作品が同一のランチャーから起動し、容量を節約する形式になる。